# Franz Kester
Franz Kester (* 14. Mai 1803 in München; † 1872) war ein bayerischer Fabrikant sowie Abgeordneter des deutschen Zollparlaments.

## Leben
Franz Kester war Besitzer einer Münchner Lederfabrik. Von 1868 bis 1870 gehörte er als Abgeordneter des Reichstagswahlkreises Oberbayern 2 (München II) dem Zollparlament an.